# توماس ولز
توماس ولز (6 فبراير 1927 في نيوزيلندا - 30 يوليو 2001 في نيوزيلندا) (بالإنجليزية: Thomas Wells)‏ هو لاعب كريكت نيوزلندي. لعب مع نادي مقاطعة ورسسترشاير للكريكيت ‏ ونادي جامعة كامبريدج للكريكيت ‏.

## وصلات خارجية
- توماس ولز على موقع إي آس بي آن كريك إنفو (الإنجليزية)